# Brug 1642
Brug 1642 is een bouwkundig kunstwerk in Amsterdam-Oost.
Het werd rond 1989 gebouwd als een viaduct  in de Amstelveenlijn. Die lijn lag al jaren in de planning, maar werd na Brug 1601 uit 1975 niet verder gebouwd. In 1985 kwam het definitieve besluit dan toch; men wilde de lijn naar Amstelveen toch (af-)bouwen. Het GVB ontwierp het viaduct zelf; hun logo is in het westelijk landhoofd tijdens de storting van het beton in de bekisting door middel van een stempel uitgespaard. Het viaduct is geheel uit beton opgebouwd; kenmerkend zijn de jukken in zigzag-vorm, die de liggers dragen. In de vroege winter van 1990/1991 werd de Amstelveenlijn in gebruik genomen. Het bouwwerk ligt in het traject tussen metrostation Spaklerweg en metrostation Overamstel.
In 1995 kreeg het viaduct gezelschap van de brug 1643, vanaf 2017 genaamd Amstelveenseboogmetroviaduct. De naam is verwarrend want ze ligt in wat destijds bekend was als de Duivendrechtse Boog, terwijl brug 1642 juist in de Amstelveenlijnboog lag.
In 2019 werd afscheid genomen van de Amstelveenlijn; het viaduct draagt sindsdien tussen beide genoemde stations de Metrolijn 51.

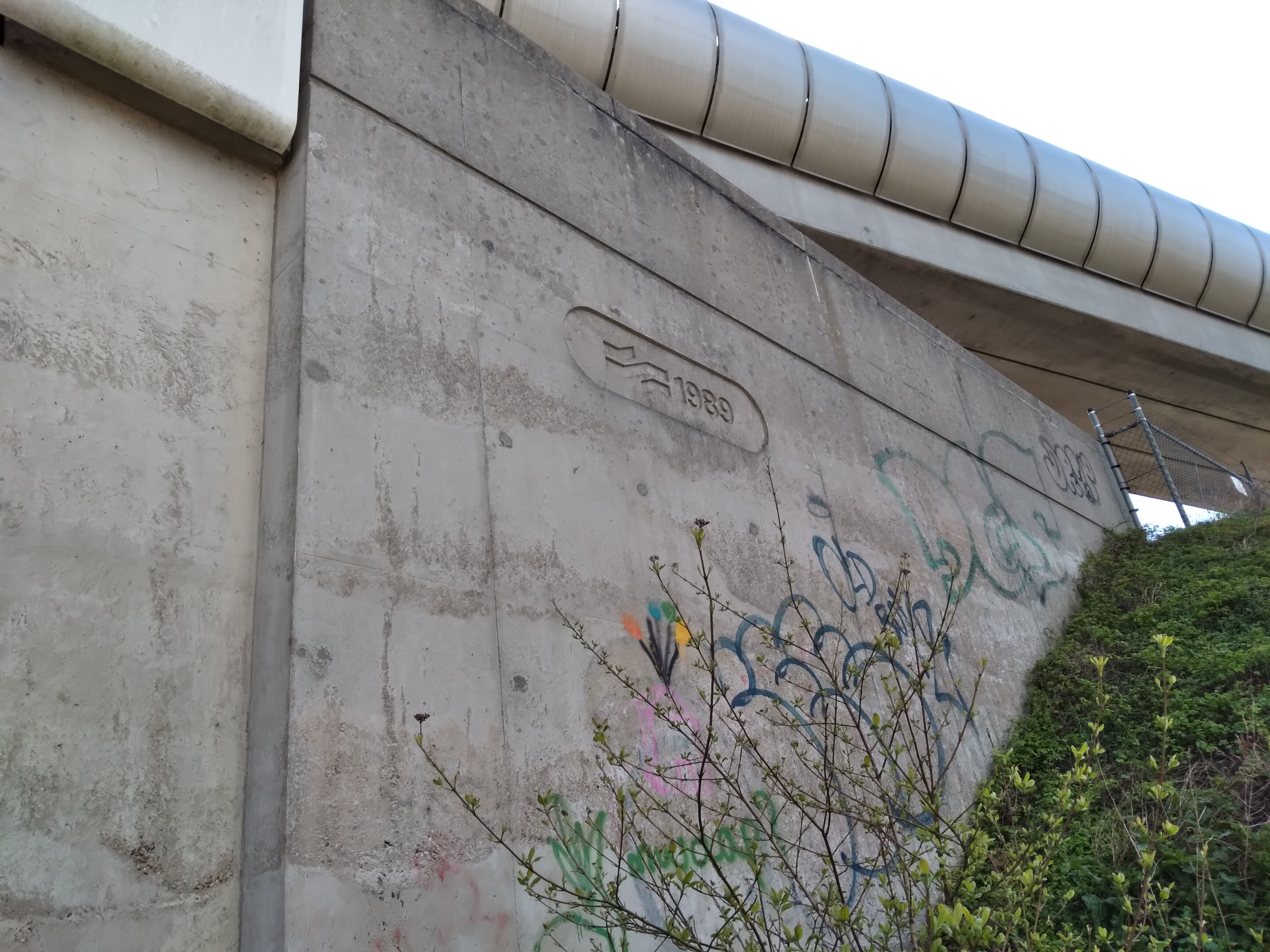
”Jaarsteen” 1989 (april 2021)

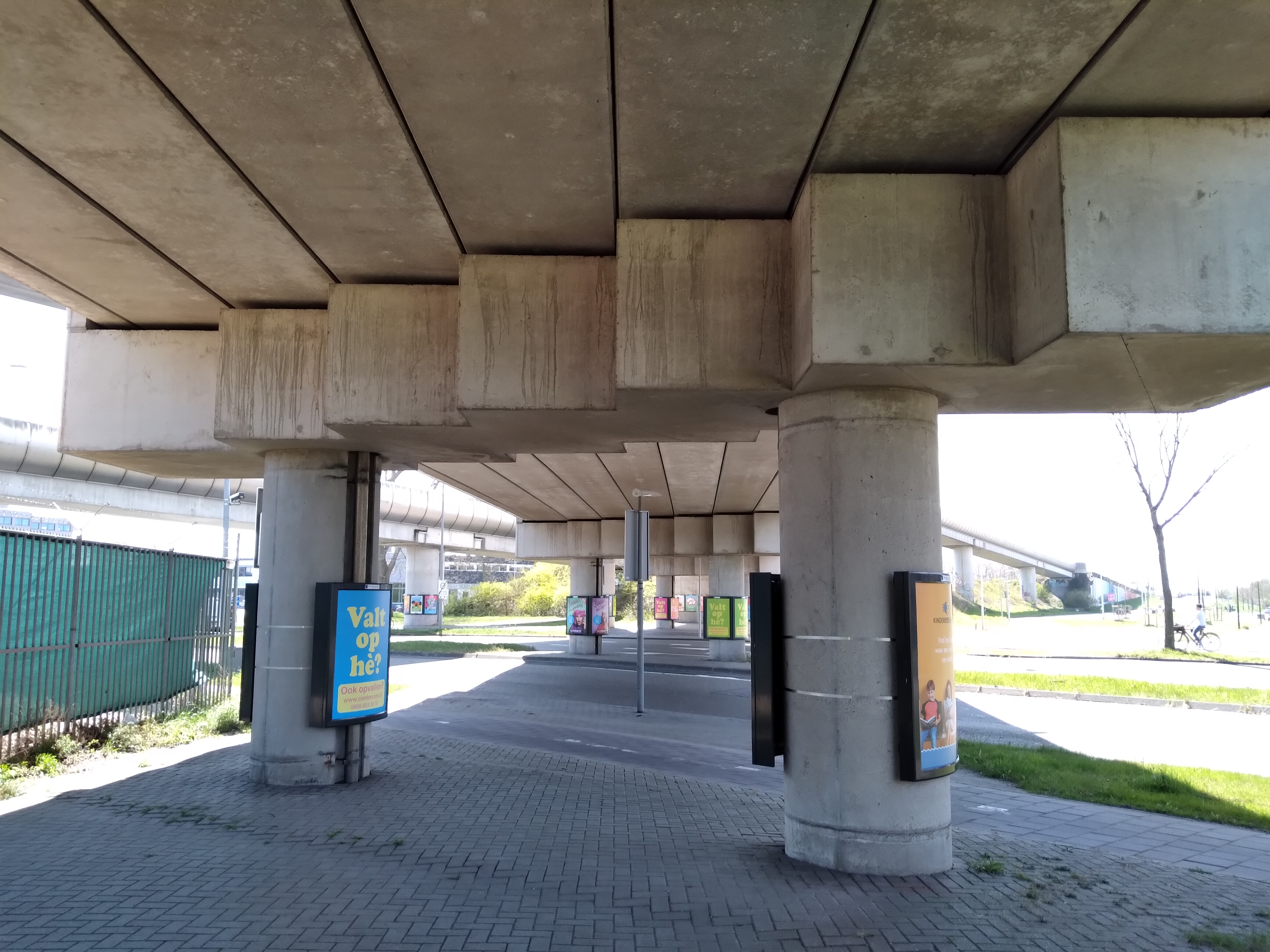
Pijlers met jukken (april 2021)

<<< · 1601 · 1602 · 1603 · 1604 · 1605 · 1606 · 1607 · 1608 · 1609 · 1610 · 1611 · 1612 · 1613 · 1614 · 1615 · 1616 · 1617 · 1618 · 1619 · 1620 · 1621 · 1622 · 1623 · 1624 · 1625 · 1626 · 1627 · 1629 · 1630 · 1633 · 1634 · 1635 · 1636 · 1637 · 1638 · 1639 ·  1640 · 1641 · 1642 · 1643 · 1644 ·  1645 · 1646 · 1647 · 1648 · 1649 · 1650 · 1651 · 1652 · 1653 · 1654 · 1655 · 1656 · 1657 · 1658 · 1659 · 1660 · 1661 · 1662 · 1663 · 1664 · 1695 · 1696 · 1697 · >>>
Brugnummers  1600, 1628, 1632, 1665-1694, 1698, 1699 zijn niet vergeven. Brug 1631 is in 2019 gesloopt.